# Білоруська селянська партія Зелений дуб
Білоруська селянська партія Зелений Дуб (біл. Беларуская сялянская партыя Зялёны Дуб; Biełaruskaja sialanskaja partyja Zialony Dub) — політично-військове формування, яке активно діяло в складі збройних сил Білоруської Народної Республіки під час радянсько-білоруської війни. Активна фаза дій відбувалася з 1919 по 1921 роки, останні відомості про акції зеленодубівців датуються 1930 роком.